# Neriene compta
Neriene compta är en spindelart som beskrevs av Zhu och Yu-hua Sha 1986. Neriene compta ingår i släktet Neriene och familjen täckvävarspindlar. Inga underarter finns listade i Catalogue of Life.